# Erwin Hilbert

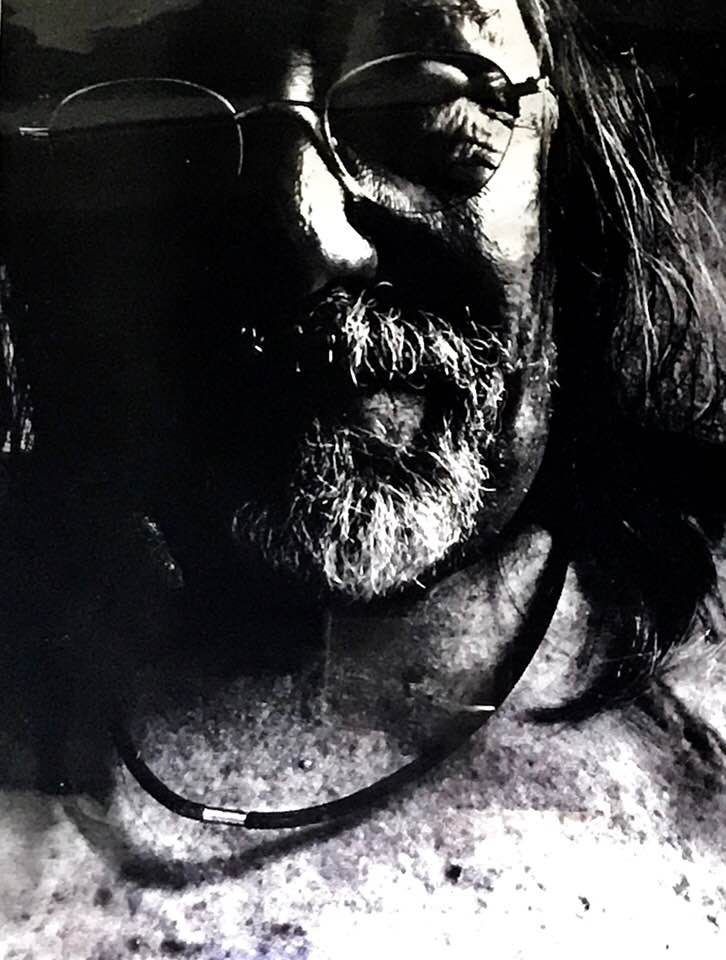
Erwin Hilbert

Erwin Hilbert (* 2. März 1951 in Hamm) ist ein deutscher Maler, Bildhauer, Fotograf, Buchautor und Liedermacher.

## Leben
Erwin Hilbert wuchs als Bergmannssohn in Hamm auf. Er absolvierte eine Lehre als Kfz-Mechaniker und arbeitete danach mehrere Jahre als Discjockey in Nordrhein-Westfalen. Im Alter von 19 Jahren heiratete er Walburga Holz. Aus dieser Ehe stammen sechs Kinder.
Seinen Zivildienst leistete Hilbert in der Hamburger Jugendhilfeeinrichtung Rauhes Haus. Hier entdeckte er sein Interesse für die Arbeit mit verhaltensauffälligen Jugendlichen. Nach einer Pädagogikausbildung an der Fachschule für Sozialpädagogik in Hamburg mit den Schwerpunkten Kunst und Werkpädagogik war er von 1980 bis 2010 als Pädagoge tätig.
Außerdem besuchte Hilbert zwei Semester Evangelische Theologie im Kontaktstudium an der Universität Hamburg. Beeinflusst von der Jesus-People-Bewegung hatte er sich in jungen Jahren einer Freikirche der Pfingstbewegung angeschlossen, die er nach 18 Jahren Gemeindezugehörigkeit und Mitarbeit mit seiner Familie wieder verließ.
Hilbert war zehn Jahre deutschlandweit mit Konzerten und Vorträgen, vorwiegend in der katholischen Kirche, aktiv. Seit 1983 lebt der politisch links orientierte Künstler in Tostedt und in der ehemaligen Moorversuchsanstalt Königsmoor. 

## Künstlerisches Wirken

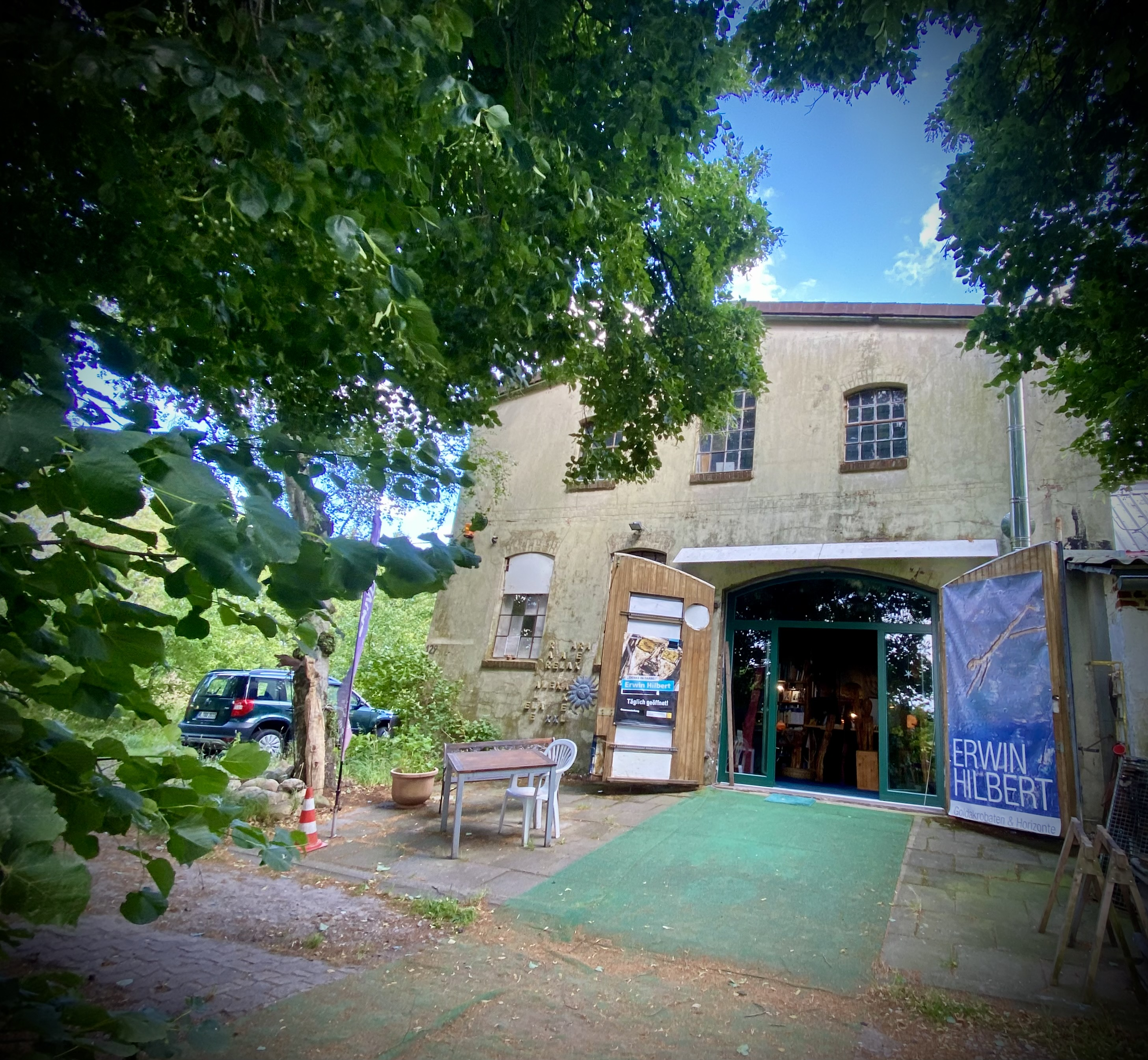
Atelier myART

Hilbert managte ab 1985 die Rockband seiner Söhne Kieran und Lukas, The Future, die ab 1987 von Udo Lindenberg gefördert und in sein Panikorchester aufgenommen wurden. Hilbert war ab 1989 sowie bei insgesamt zehn Lindenberg-Alben als dessen Sekretär und künstlerischer Berater tätig. Gemeinsam mit seinen Söhnen begleitete er Lindenberg 1990 auf seiner ersten DDR-Tournee und bei dessen Anfängen in der Malerei. Im Dezember 2002 stellte er Lindenbergs, wie dieser es in dem Grußwort zu seinem Kunstkatalog Goldakrobaten und Horizonte beschreibt, durch Hilberts Inspiration entstandenen Bilderzyklus Die 10 Gebote in der Hamburger Hauptkirche Sankt Jacobi aus. 
2008 produzierte Hilbert zusammen mit Sebastian Winkler die erste Vertonung der Brüder Ludolf Wir sind die Brüder Ludolf. 2009 erhielt er für seinen Internetauftritt Himmelscafe den David Award (Promikon) für die „Beste christliche Internetseite“. Er veröffentlichte unter anderem die von Manuel Nordus illustrierte Parabel Eduard Kratzfuss – Geschichten eines Maulwurfs, die Autobiographie Im Club der schwarzen Schafe, mit Zeichnungen von Udo Lindenberg, sowie acht CDs mit moderner Gospelmusik.
Hilbert arbeitete von 2008 bis 2014 als Kunstmaler in seinem Atelier myART „Hinterm Diekhof“. 2015 gründete er in der ursprünglichen Moorversuchsstation Königsmoor die Künstlerinitiative Kömoland, wobei „Kömo“ für die Anfangsbuchstaben der Begriffe Kunst, Ökologie, Musik und Optimismus steht. In den Räumlichkeiten und auf dem umliegenden Naturgelände fördert und unterstützt Hilbert auch junge Kunsttalente und organisiert Veranstaltungen mit dem Ziel, Menschen in Not zu helfen. Regelmäßig am 1. Mai stellt die Künstlerinitiative Kunst für die Öffentlichkeit unter dem Motto „Bilderspaziergang“ im Freien aus und veranstaltete z. B. eine Benefizveranstaltung zugunsten einer Pfadfinderorganisation.
Im Tostedter Medienwerk 15 organisierte Hilbert als dessen Kulturbeauftragter von 2016 bis 2018 kulturelle Veranstaltungen für Tostedt und Umgebung. Dazu gehört die Talkshow Hilbert trifft! Zu seinen Gästen zählten u. a. Gregor Gysi, Rolf Brendel, Sarah Lesch, Volker Michels, und Nervling. Außerdem war Hilbert einer der Mitwirkenden, die 2016 für eine TV-Dokumentation im ZDF anlässlich des 70. Geburtstags von Udo Lindenberg von Hannes Rossacher interviewt wurden.
Erwin Hilbert war zudem von 2015 bis 2018 Schlagzeuger in der von ihm gegründeten Band Goldmund, die rockig-bluesige, improvisierte Fusion-Musik in Anlehnung an Fluxus spielte.

## Ausstellungen und Werke im öffentlichen Raum (Auswahl)

Retrospektive im Marschtorzwinger Buxtehude, 2020

Hilberts Kunstausstellung Goldakrobaten & Horizonte! fand 2016 in Tostedt statt, hierzu erschien ein gleichnamiger Kunstkatalog.
Seit 2017 sind – nach einem lebensrettenden Eingriff bei ihm – einige Bilder Hilberts als Dauerleihgabe im Asklepios Klinikum Harburg aufgehängt. 2018 stellte Hilbert seinen Themenzyklus Die 7 Todsünden im Medienwerk 15 vor. Ebenfalls 2018 organisierte Hilbert vor seinem Königsmoorer Atelier die Lichtinstallation Ein Haufen Licht! Seine skulpturalen Arbeiten begann er im Jahr 2019. Diese und weitere Werke seines Schaffens wurden 2020 als Retrospektive unter dem Titel Auf den Punkt! im historischen Buxtehuder Marschtorzwinger ausgestellt. Die Ausstellung Jesus und andere Gestalten in der evangelischen Kirche St. Petri in Buxtehude wurde im Juli 2020 aufgrund von Differenzen mit dem Kirchenvorstand wegen der Modalitäten der Ausstellung vorzeitig geschlossen.

## Publikationen
- Eduard Kratzfuss – Geschichten eines Maulwurfs. fe-medien, Kisslegg 2010, ISBN 978-3-939684-81-7,
- Papst Eduard I. Der Nachfolger im Vatikan. Eine Satire. Mit einem Vorwort von Norbert Denef. dbv, Oldenburg 2011, ISBN 978-3-86622-901-3.
- Im Club der schwarzen Schafe, mit Zeichnungen von Udo Lindenberg; 4. überarbeitete Auflage, Fe-Medienverlag, Kisslegg 2004, ISBN 3-928929-63-1.
- Völlig happy! – die Salbung macht’s. Hassmann, Fürth 2002, ISBN 3-932491-12-2.
- Völlig abgedreht – Ich war Udo L.s „Geheimrat“. Brockhaus, Wuppertal/Zürich 1995, ISBN 3-417-20861-0.
- Die 7 Todsünden! Selbstverlag.
- Hören mit dem Herzen. Musik- und Wortmeditationen. (CD. Musik: Erwin Hilbert, Kieran Hilbert; Text: Rudolf Ammann.) Steyler Verlag, Nettetal 2002, ISBN 978-3-8050-0485-5.